# Cyclamen cilicium
Cyclamen cilicium là một loài thực vật có hoa trong họ Anh thảo. Loài này được Boiss. & Heldr. mô tả khoa học đầu tiên năm 1849.

## Hình ảnh

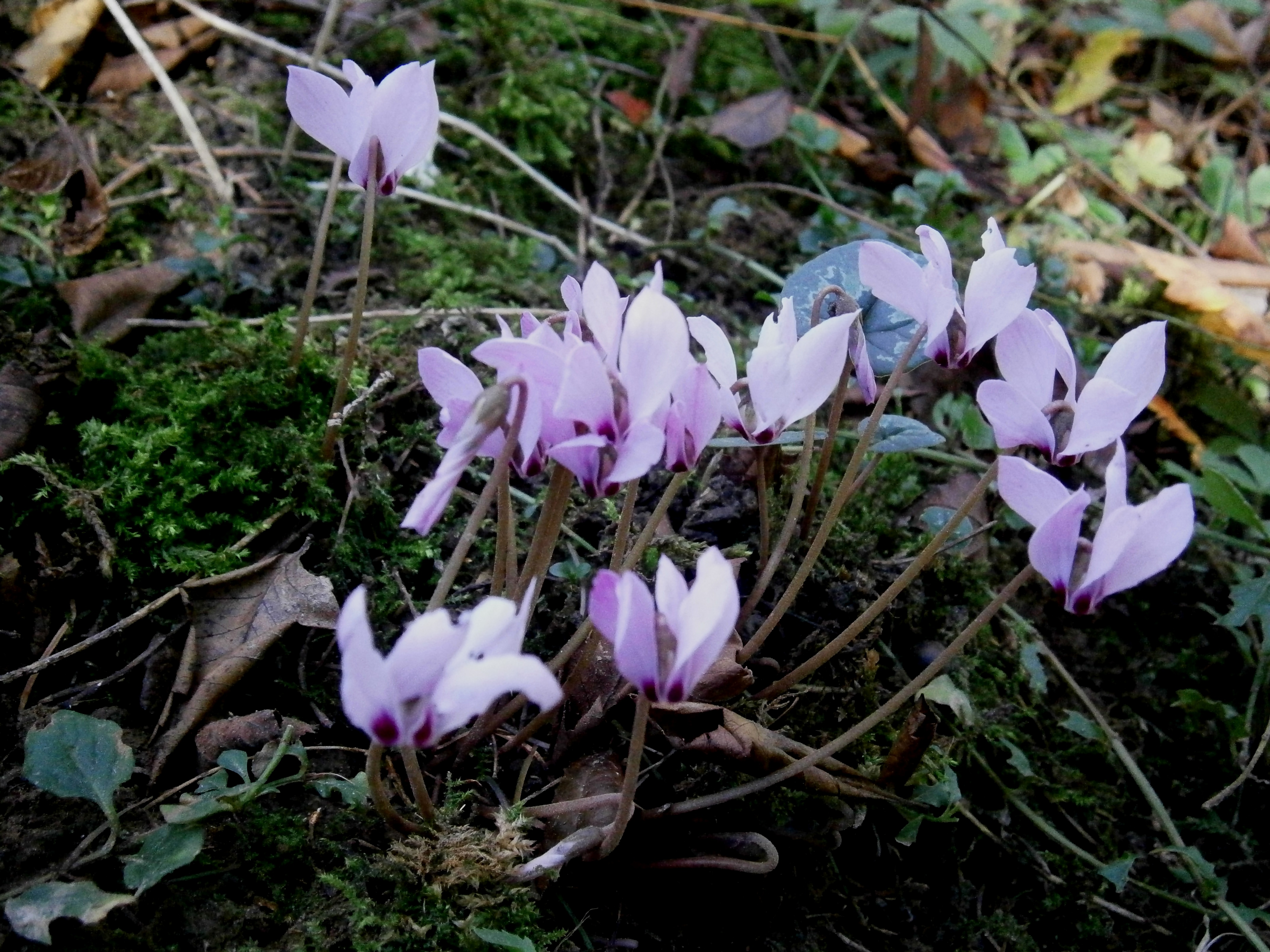
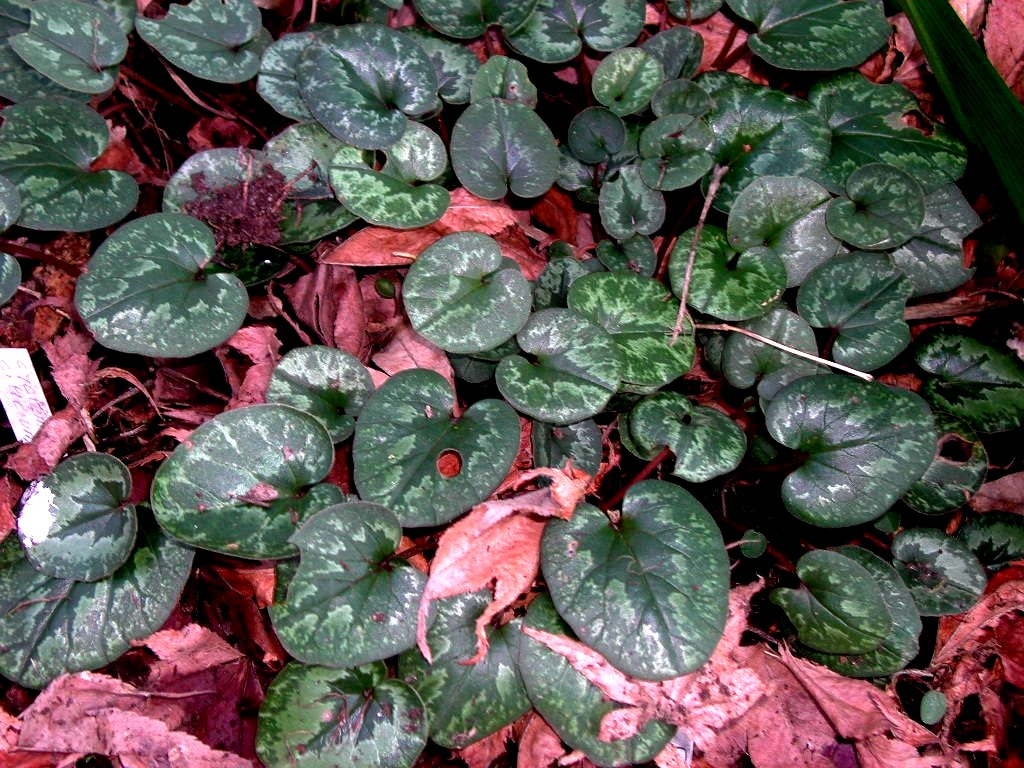
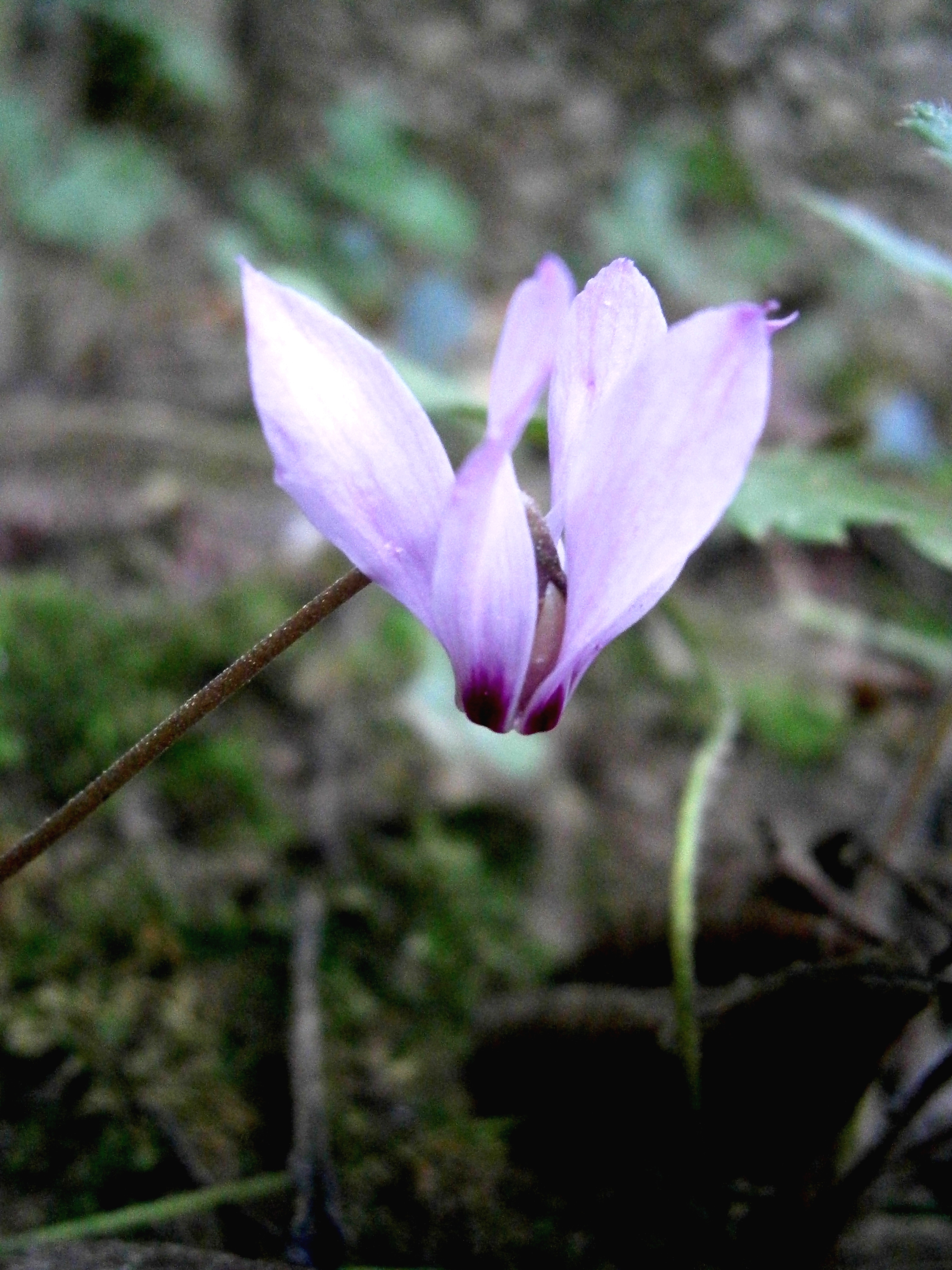
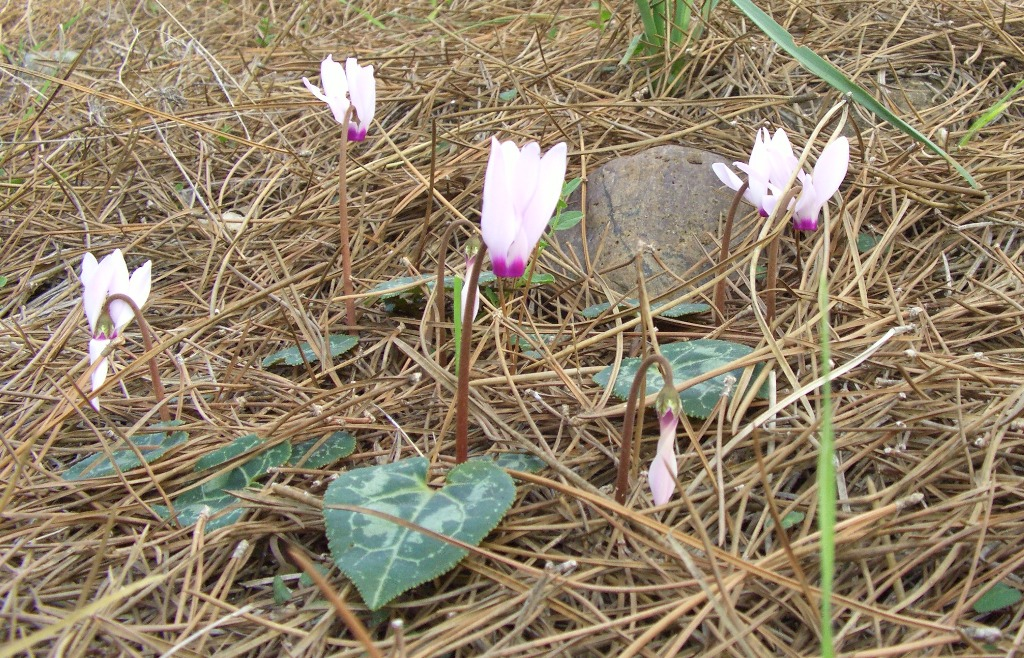